# Punta Carbón
Punta Carbón är en udde i Argentina.   Den ligger i provinsen Entre Ríos, i den centrala delen av landet, 90 km norr om huvudstaden Buenos Aires.
Terrängen inåt land är platt. Runt Punta Carbón är det glesbefolkat, med 19 invånare per kvadratkilometer.. Det finns inga samhällen i närheten.
Trakten runt Punta Carbón består till största delen av jordbruksmark.